# Ung och kär (serietidning)
Ung och kär är en svensk serietidning som gavs ut en gång i månaden från 1972 till 1981 på Williams förlag. Serierna producerades och ursprungspublicerades från början i USA på förlaget National Periodical Publications, men togs senare även in från europeiskt håll. Ett vanligt tema i serierna är olycklig kärlek, vilket oftast berättas genom den kvinnliga huvudpersonens perspektiv.